# Université Senghor
Université Senghor är ett franskspråkigt universitet i Egypten. Det ligger i guvernementet Alexandria, i den norra delen av landet, 180 km nordväst om huvudstaden Kairo.
Universitetet, som grundades i oktober 1990, erbjuder utbildning på master-nivå enligt Bolognaprocessen inom hälsovård, miljö, kultur, administration och utbildning. Det har omkring 200 studerande från olika länder, varav   120 får studierna betalda genom stipendier.